# Elmer Smith
Elmer John Smith, né le 21 septembre 1892 à Sandusky (Ohio) et décédé le 3 août 1984 à Columbia (Kentucky), est un joueur américain de baseball, qui évoluait en ligue majeure de baseball.

## Carrière

### Professionnelle
Il participe aux deux World Series : victoire en 1920 avec les Indians et défaite en 1922 avec les Yankees. Lors de la première manche du cinquième match des Séries mondiales 1920, Elmer Smith frappa le premier grand chelem en World Series.